# Fiat Tempra
Fiat Tempra (type 159) var en lille mellemklassebil bygget af Fiat Automobiles mellem februar 1990 og december 1996. Det var efterfølgeren for Fiat Regata og forgængeren for Fiat Marea. Den fandtes i to karrosserivarianter, 4-dørs sedan og en 5-dørs stationcar, som i mange lande blev solgt som Fiat Tempra Station Wagon, og også fandtes med firehjulstræk. I nogle lande blev en varebilsudgave solgt under navnet Fiat Marengo.
Modellen delte platform og mange dele med Fiat Tipo, som blev introduceret i 1988. I grunden er Fiat Tempra en sedan- eller stationcarudgave af Fiat Tipo, men med små kosmetiske forandringer af frontpartiet. Så dengang havde Tempra også 70% forzinket karrosseri.
I 1993 fik modellen et facelift med let modificeret kølergrill, stivere karrosseristruktur inklusive sidebeskyttelse og airbags. Dette øgede sikkerhedsniveauet betydeligt. Der fandtes flere forskellige specialmodeller, herunder modelserien "Eleganza".
I Tyrkiet bygges Tempra stadigvæk af firmaet Tofaş. I Brasilien blev Tempra bygget mellem 1992 og 2000, også som 2-dørs og med 2,0-liters 8V-motor med 99 hk, 2,0-liters 16V-motor med 127 hk og 2,0-liters turbomotor med 165 hk.
- Fiat Tempra (1993–1996)
- Tempra (1993−1996) bagfra
- Fiat Tempra Station Wagon (1993–1996)

## Sikkerhed
Der er ikke gennemført nogle offentlige kollisionstests af modellen, men den vurderes af det svenske forsikringsselskab Folksam til at være lige så sikker som middelbilen.

## Tekniske specifikationer
| Model         | Slagvolume cm³ | Max. effekt kW (hk) / omdr. | Max. drejningsmoment Nm / omdr. | Motorkode          | Fødesystem                 |
| ------------- | -------------- | --------------------------- | ------------------------------- | ------------------ | -------------------------- |
| Benzinmotorer |                |                             |                                 |                    |                            |
| 1.4           | 1372           | 56 (76) / 6000              | 106 / 2900                      | 159A2000           | Karburator                 |
| 1.4 i.e.      | 1372           | 51 (69) / 6000              | 106 / 3000                      | 160A1046           | Monopoint-indsprøjtning    |
| 1.6           | 1581           | 62 (84) / 5800              | 130 / 2900                      | 159A3000           | Karburator                 |
| 1.6 i.e.      | 1581           | 55 (75) / 6000              | 125 / 3000                      | 835C1000/ 159A3048 | Monopoint-indsprøjtning    |
| 1.6 i.e.      | 1581           | 57 (78) / 6000              | 124 / 3000                      | 159A3046           | Monopoint-indsprøjtning    |
| 1.6 i.e.      | 1581           | 66 (90) / 5750              | 127 / 2750                      | 159B9000           | Multipoint-indsprøjtning   |
| 1.8 i.e.      | 1756           | 66 (90) / 6000              | 128 / 3250                      | 835C4000           | Multipoint-indsprøjtning   |
| 1.8 i.e.      | 1756           | 76 (103) / 6000             | 137 / 3000                      | 835C2000           | Multipoint-indsprøjtning   |
| 1.8 i.e.      | 1756           | 80 (109) / 6000             | 140 / 2500                      | 159A4000           | Multipoint-indsprøjtning   |
| 2.0 i.e.      | 1995           | 83 (113) / 5750             | 156 / 3300                      | 159A6046           | Multipoint-indsprøjtning   |
| Dieselmotorer |                |                             |                                 |                    |                            |
| 1.9 D         | 1929           | 48 (65) / 4600              | 119 / 2000                      | 160A7000           | Hvirvelkammerindsprøjtning |
| 1.9 TD        | 1929           | 66 (90) / 4100              | 186 / 2400                      | 160A6000           | Hvirvelkammerindsprøjtning |
| 1.9 TD kat.   | 1929           | 66 (90) / 4200              | 186 / 2500                      | 160D1000           | Hvirvelkammerindsprøjtning |